# WPP Group
WPP - британська багатонаціональна холдингова компанія з комунікацій, реклами, зв'язків з громадськістю, технологій та торгівлі зі штаб-квартирою в Лондоні, Англія. Вважається найбільшою у світі рекламною компанією, станом на 2019 рік. WPP PLC володіє багатьма компаніями, які займаються рекламою, зв'язками з громадськістю, засобами масової інформації та маркетинговими дослідженнями, такими як  AKQA, BCW, Essence Global, GroupM, Finsbury, Grey, Hill+Knowlton Strategies, Mindshare, Ogilvy, Wavemaker, Wunderman Thompson та VMLY&R. Це одне з агентств "Великої четвірки", поряд з Publicis, Interpublic Group of Companies та Omnicom. WPP має первинний список на Лондонській фондовій біржі та є складовою індексу FTSE 100.  Також компанія має вторинний список на Нью-Йоркській фондовій біржі.

14 квітня 2018 року Мартін Соррелл пішов у відставку після 33 років роботи від заснування компанії. Наразі Роберто Кварта - голова компанії. Марк Рід - головний виконавчий директор.

## Історія
Компанія була заснована під назвою Wire and Plastic Products plc для виробництва дротяних кошиків для покупок у 1971 р.
- У 1985 р. Мартін Соррелл, шукаючи компанію, що котирується на біржі, через яку можна створити світову компанію з маркетингових послуг, купив контрольний пакет акцій.[11][12]
- Протягом 1986 року WPP стала материнською компанією Picquotware, виробника чайників та глечиків, що базується в Нортгемптоні.[13]
- У листопаді 1987 року пожежа знищила фабрику Нортгемптон, і виробництво було відновлено у місті Бернтвуд у штаті Стаффордшир.[11]
- 25 листопада 2004 року WPP закрила фабрику Burntwood та припинила виробництво Picquotware: усі активи були продані 14 грудня 2004 р.[14][15]
- У 1980-х роках WPP розпочала свою стратегію зростання шляхом придбання.[16]
- У наступні роки WPP  регулярно купував десятки компаній щороку.[13]
- У січні 1987 року компанія придбала Scott Stern Associates, на той час найбільшу в Шотландії дизайнерську та рекламну компанію. Того ж року компанія придбала Дж. Уолтера Томпсона (включаючи JWT, Hill & Knowlton і MRB Group) за 566 млн. Доларів. Компанія котирувалася на NASDAQ у 1988 році (а пізніше перевела свій вторинний список на NYSE).[17]
- У 1989 році вона придбала Ogilvy Group за 864 млн доларів.[16]
- Придбання WPP продовжувалось і в 1990-х роках, коли WPP купував фірми в галузі охорони здоров'я, цифрового маркетингу, Інтернет-магазинів, цифрових засобів масової інформації, управління даними, роздрібної торгівлі та корпоративного консультування та спортивного маркетингу.[18] Сюди входило придбання в 1999 р. Ламбі-Нерна.[18]
- У 1998 році WPP створила союз з японською компанією Asatsu-DK Inc.[19]
- У травні 2000 р. WPP погодилася придбати компанію Young & Rubicam Group, що базується в Сполучених Штатах, за 5,7 млрд. Дол. США, що було на той час найбільшим поглинанням в рекламі у світі. Поглинання зробило WPP найбільшою рекламною компанією у світі, що вимірюється рахунками та доходами, обігнавши Omnicom Group та Interpublic.[19][20]
- У 2000-х роках було створено WPP Digital для розвитку цифрових можливостей групи.[21]
- У жовтні 2008 року WPP придбала фірму з досліджень ринку Taylor Nelson Sofres за 1,6 млрд. Фунтів стерлінгів. Протягом 2009 року WPP скоротила свою робочу силу приблизно на 14 000 співробітників, або на 12,3 % від загальної чисельності свого персоналу у відповідь на початок глобальної рецесії 2008—2012 рр.[22]
- У червні 2012 року WPP погодилася придбати агентство цифрової реклами AKQA за 540 мільйонів доларів США.[22][23][24]
- У листопаді 2015 року WPP погодився придбати мажоритарний пакет акцій Essence, глобального цифрового агентства.[25]
- У листопаді 2016 року WPP оголосила, що придбає в США PEP, LLC, компанію з управління проєктами та закупівель, яка контролює маркетингові акції покупців для клієнтів.[25]

Багато установ, що входять до складу WPP, використовують Microsoft Windows, і ця організація потрапила в число постраждалих від кібератак на Україну в 2017 році, при цьому доступ деяких комп'ютерів до комп'ютера обмежився вебпоштою лише через десять днів.
WPP об'єднав Burson-Marsteller з Cohn & Wolfe, щоб стати BCW (Burson Cohn & Wolfe) у лютому 2018 року.
У квітні 2018 року Мартін Соррелл пішов у відставку через 33 роки після звинувачень у особистих порушеннях та зловживанні активами компанії. Соррелл заперечує звинувачення. Голова Роберто Кварта тимчасово був призначений виконавчим головою У вересні 2018 року Марка Реда, який був генеральним директором Wunderman, було призначено генеральним директором.
Наприкінці 2010-х років рекламна індустрія зіткнулася з суттєвими проблемами. Зміни в індустрії включали фінансовий тиск на глобальних клієнтів, ширвжиток тощо. У той час як WPP раніше перевершив інші компанії в галузі реклами, його зростання сповільнилося починаючи з 2017 року, а його ринкова вартість знизилася у 2018 році.

## Реклама
- Наприкінці 2010-х рекламна індустрія зіткнулася зі значними проблемами. Зміни в галузевому ландшафті включали фінансовий тиск на глобальних клієнтів, зокрема на швидкозмінних клієнтів споживчих товарів, компанії, що працюють власними силами, можливість прямої реклами на технологічних платформах та конкуренцію з консультантами.[12][36][37]
- Хоча WPP  раніше перевершувала інші компанії в галузі, її зростання сповільнилося, починаючи з 2017 року [38], а ринкова вартість впала в 2018 році.[38] Критики заявляють, що WPP потрібно було стати «спритнішим» та «худішим». На той час багато агентств WPP  працювали переважно самостійно та змагалися за рахунки.[39]
- Наприкінці 2018 року компанія виросла «громіздкою із занадто великою кількістю дублювань». Запровадили план перестановки WPP  як «компанії з творчої трансформації» та спрощення її пропозиції.[40][41][42]
- Продаючи мажоритарний пакет акцій Kantar компанії Bain Capital, WPP, як вважають, заробив 3,1 млрд доларів.[43][44]
- Продаж 60 % Kantar було завершено в грудні 2019 року.[45]

## Підрозділи
- WPP — велика холдингова компанія, яка займається комунікаціями, рекламою, зв'язками з громадськістю та іншими бізнесами. Вважається найбільшою у світі групою рекламних агентств. WPP зосереджується на комунікаціях, досвіді, комерції та технологіях.[44] Станом на 2018 рік, штаб-квартира якої знаходиться в Лондоні, Англія, WPP має близько 130 000 співробітників у своєму портфелі підприємств у понад 100 країнах.[36][46][47]
- До відомих холдингів компанії WPP належать Грей, Огілві,[18] VMLY & R та Вундермен Томпсон. Активісти цифрових компаній WPP включають AKQA.[18]
- До холдингів компаній зв'язків з громадськістю та зв'язків з громадськістю належать Hill + Knowlton Strategies, BCW (Burson Cohn & Wolfe) та Ogilvy.[18]
- До дослідницьких та консалтингових компаній WPP належить Kantar.[18]
- Hogarth Worldwide — виробнича компанія, що належить WPP.[47]
- Компанією WPP, яка займається маркетинговими рекламними акціями, є компанія PEP, LLC (раніше Партнери з реалізації промоції).[48]
- До консалтингових фірм, що належать WPP, належать Superunion (поєднання Brand Union, Lambie-Nairn та трьох інших фірм, що займаються консалтингом)[49][50] та Landor.[18]

## Суперечки
- Повстання акціонерів 2012 року щодо винагороди виконавчої влади.
- З огляду на те, що ряд бунтів акціонерів щодо оплати праці виконавців вже відбувся на засіданнях загальних зборів інших публічних компаній на початку року, висвітлення в засобах масової інформації передбачуваного пакету компенсацій Мартіну Сорреллу привернуло все більшу увагу в 2012 році.[36][51]
- Результатом було 59,52 % голосування акціонерів за відхилення резолюції.[36][52]

## Оподаткування
Повідомлялося, що WPP  докладає всіх зусиль, щоб знизити власний рахунок за податком на прибуток підприємств. The Guardian повідомляв, що між 2003 і 2009 роками компанія сплатила 27 мільйонів фунтів стерлінгів з податку на прибуток у Великій Британії, порівняно з тим, що газета «могла очікувати», базуючись на повідомленнях, що фірма отримує 15 % свого прибутку у Великій Британії, близько 126 мільйонів фунтів стерлінгів.

## Вимірювання телевізійної аудиторії
- У 2012 році індійське мовлення NDTV подало позов проти Телевізійного вимірювання аудиторії[55], спільного підприємства колишніх конкурентів Nielsen та Kantar Media Research, яке роками забезпечує єдину систему вимірювання аудиторії телевізійної аудиторії в Індії.[56] У позові стверджувалося, що даними про глядацьку аудиторію маніпулювали на користь телерадіоорганізацій, які готові надати хабар. WPP Plc була зареєстрована серед відповідачів як холдингова група Kantar та IMRB.[57]
- Позов був повністю відхилений 4 березня 2013 року.[58]